# Phare de Maidens
Les phares de Maidens sont deux phares situés sur les deux îles The Maidens, dans le Canal du Nord, au large de la côte du comté d'Antrim (Irlande du Nord) et de l'Écosse. Il est géré par les Commissioners of Irish Lights (CIL).

## Histoire
Les îles Maidens (irlandais: Na Maighdeanacha) sont un groupe de petites îles rocheuses et de récifs situées à environ 20 km au nord-est de Larne.

### Établissement des phares
Après avoir reçu les demandes des marchands de Larne et de l'amiral Benjamin Hallowell Carew pour un phare sur les îles Maidens, George Halpin (en), Inspecteur des Travaux et Inspecteur des Phares, inspecta les rochers en 1819. Il recommanda le placement de deux phares. Les plans ont été approuvés en 1824 et il a conçu les phares et a supervisé leur construction. Les bâtiments ont été achevés et les lumières furent allumées le 5 janvier 1829. Les deux tours se trouvaient à 800 mètres de distance: le phare Ouest, sur le rocher septentrional, s'élevait à 84 pieds au-dessus du niveau de la mer et pouvait être vu jusqu'à 13 milles; le phare est, sur le rocher méridional, de 94 pieds et était visible jusqu'à 14 milles. Les gardiens des deux phares et leurs familles vivaient à l'origine sur les stations pendant toute l'année.

### Abandon du phare ouest

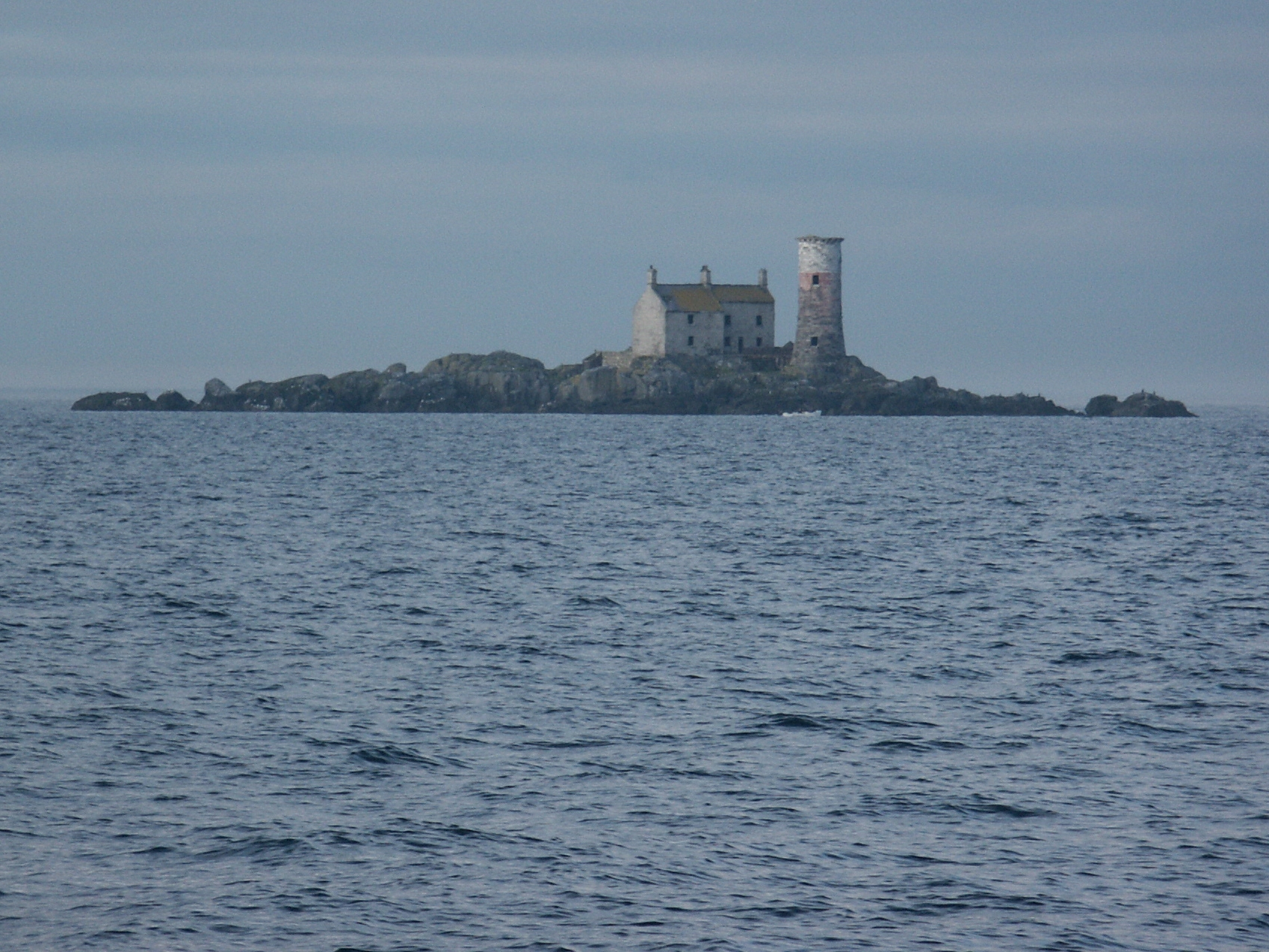
Phare ouest (inactif)

Une lumière supplémentaire, pour marquer les récifs Highland Rocks, a été construite dans une fenêtre du phare est en 1889. Cependant, l'ingénieur du CIL, William Douglass, en décembre 1898 a recommandé l'établissement d'un bateau-phare au nord de Highland Rocks, avec une lumière plus puissante et une corne de brume. Ce dispositif, couplé avec l'augmentation de la lumière et l'ajout d'une sirène au phare est, permettrait l'abandon du phare ouest.
Cependant, la lumière du phare est a été améliorée et mise en service le 12 mars 1903 et le phare ouest fut abandonné. Les bâtiments de la vieille tour ouest sont toujours debout et le phare reste intact et les escaliers intérieurs et la passerelle externe vers les logements peuvent encore être utilisés mais les logements sont en ruine. La station peuvt être vue de la côte.
En 1906, le phare de Maidens est a été combiné avec l'exploitation du phare de Ferris Point, sous la supervision de son gardien. Un nouveau logement pour quatre gardiens adjoints a été construit à Ferris Point. Trois assistants travaillaient sur les îles Maidens à tout moment, pendant 30 jours au phare, suivis de 10 jours avec leur famille à Ferris Point, pour également aider le gardien principal. Le gardien principal était aussi responsable de l'inspection des autres stations.
Cependant, en 1951, les Maidens ont été séparées de Ferris Point, et ont récupéré leur propre gardien principal. Au début des années 1970, les commissaires d'Irish Lights ont commencé un programme de modernisation, avec l'intention d'automatiser les Maidens et de passer le contrôle à Ferris Point. Le logement à Ferris Point a été démoli et des gardiens supplémentaires ont été ajoutés pour améliorer le rapport des jours travaillés au phare.

### Automation
En octobre 1977, une lumière électrique a été ajoutée au phare et le 31 octobre, les gardiens ont été retirés dès lors que le phare devenait automatique et que le contrôle est passé à Ferris Point.
À l'heure actuelle, la station est surveillée par un préposé ainsi que par le siège des commissaires d'Irish Lights à Dún Laoghaire. Un radar Racon a été ajouté en 1996. La portée nominale de la lumière a été ramenée de 24 à 23 milles nautiques en septembre 2010 et la caractéristique lumineuse a été fixée à trois éclairs blancs toutes les 15 secondes (Fl (3) W 15s). Les bâtiments du phare sont en bon état et le site est fermé.